# Tadeusz Grzesiak
Tadeusz Grzesiak (ur. 21 października 1912, zm. 9 czerwca 1998) – polski kowal, mechanik, działacz komunistyczny więziony w latach 1933–1935 w Lublinie, Sprawiedliwy wśród Narodów Świata.

## Życiorys
Do 1941 r. Tadeusz Grzesiak był z zawodu kowalem, mieszkał we wsi Kryczylsk w okolicach Sarn na Wołyniu. Określał się jako człowiek zwalczający antysemityzm. W latach 1933–1935 był więziony w lubelskim zamku za działalność komunistyczną, stąd w obawie o swoje życie w 1941 r. uciekł z Kryczylska do Sarn. Do ucieczki namówił swoją sąsiadkę Nechume Szwarcblat z jej urodzoną w 1939 r. córką Oksaną Krajna, później ochrzczoną pod imieniem Wanda. Odtąd, aby ukryć żydowskie pochodzenie Nechume, cała trójka przedstawiała się jako polska rodzina; kobieta występowała jako żona Tadeusza, Zofia Grzesiak, a Oksana Krajna jako jego córka. Ze względu na stałe zagrożenie życia Grzesiak często byli zmuszeni zmieniać miejsce zamieszkania. W lutym 1943 r. Grzesiakowie zostali zaatakowani przez ukraińskich nacjonalistów, Tadeusz został postrzelony w rękę. W maju 1943 r. w wyniku niemieckiej łapanki w Sarnach trójka trafiła do obozu pracy dla zagranicznych pracowników w Leopoldsdorf w okolicach Wiednia. W 1945 r., po zakończeniu działań wojennych, Grzesiak powrócił do Polski wspólnie z małżonką oraz przybraną córką i początkowo osiedlił się w Pile, gdzie oficjalnie zawarł związek małżeński z Zofią. Tamże prowadził warsztat, w którym pracował jako mechanik, później założył olejarnię, która została upaństwowiona w 1952 r. Wówczas Grzesiak przeprowadził się do Lublina, gdzie rozpoczął pracę w Fabryce Samochodów Ciężarowych.
18 lipca 1995 r. Jad Waszem odznaczył Tadeusza Grzesiaka medalem Sprawiedliwy wśród Narodów Świata.
Tadeusz Grzesiak zmarł 9 czerwca 1998 r.